# Falzthurntal
Das Falzthurntal ist ein Tal im Karwendel westlich des Achensees. 
Das Tal erstreckt sich über neun Kilometer Länge von Pertisau in südwestlicher Richtung bis zur Lamsenspitze (2508 m ü. A.). Südöstlich der Lamsenspitze gelangt man über die Lamsenjochhütte (1953 m ü. A.) in das Stallental, nördlich der Lamsenspitze über das Westliche Lamsenjoch (1940 m ü. A.) in die Eng. Bedeutende Gipfel sind neben der Lamsenspitze das Sonnjoch (2457 m ü. A.) im Nordwesten sowie der Raue Knöll (2278 m ü. A.) und die Rappenspitze (2223 m ü. A.) im Südosten. Über den Binssattel besteht ein Übergang zum Großen Ahornboden.
Das Tal wird vom Falzthurnbach durchzogen, einer schotterführenden Rinne, die nur im Frühjahr Wasser führt.
Der Talboden wird von bewirtschafteten grünen Weiden eingenommen. Während die Südhänge relativ steil und schroff sind, finden sich an den Nordhängen zwischen Schuttkaren Latschen, Legbuchen, alpine Rasen und montane Mischwälder. Der Talboden gehört zum 8,6 km² großen Landschaftsschutzgebiet Falzthurntal-Gerntal, welches wiederum einen Teil des Alpenparks Karwendel bildet.
Im Tal befinden sich zwei Gasthäuser: Drei Kilometer taleinwärts die Falzthurnalm (1089 m ü. A.) und nach weiteren dreieinhalb Kilometern die Gramaialm (1263 m ü. A.). Bis zur Gramaialm führt eine Mautstraße. Im Winter wird bis zur Gramaialm eine sieben Kilometer lange, mittelschwere Langlaufloipe präpariert.